# Wenzel Heinrich Veit

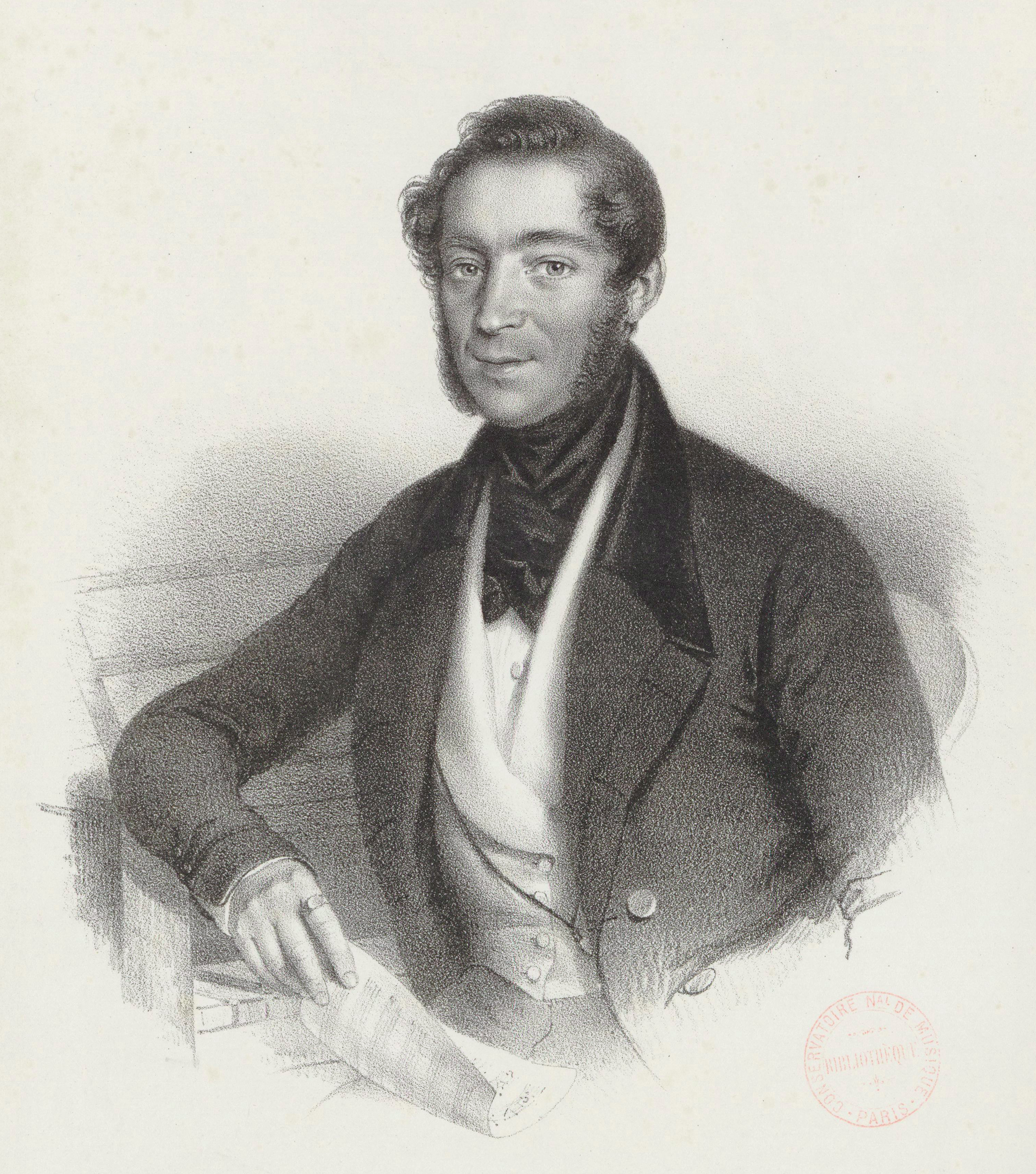
Wenzel Heinrich Veit

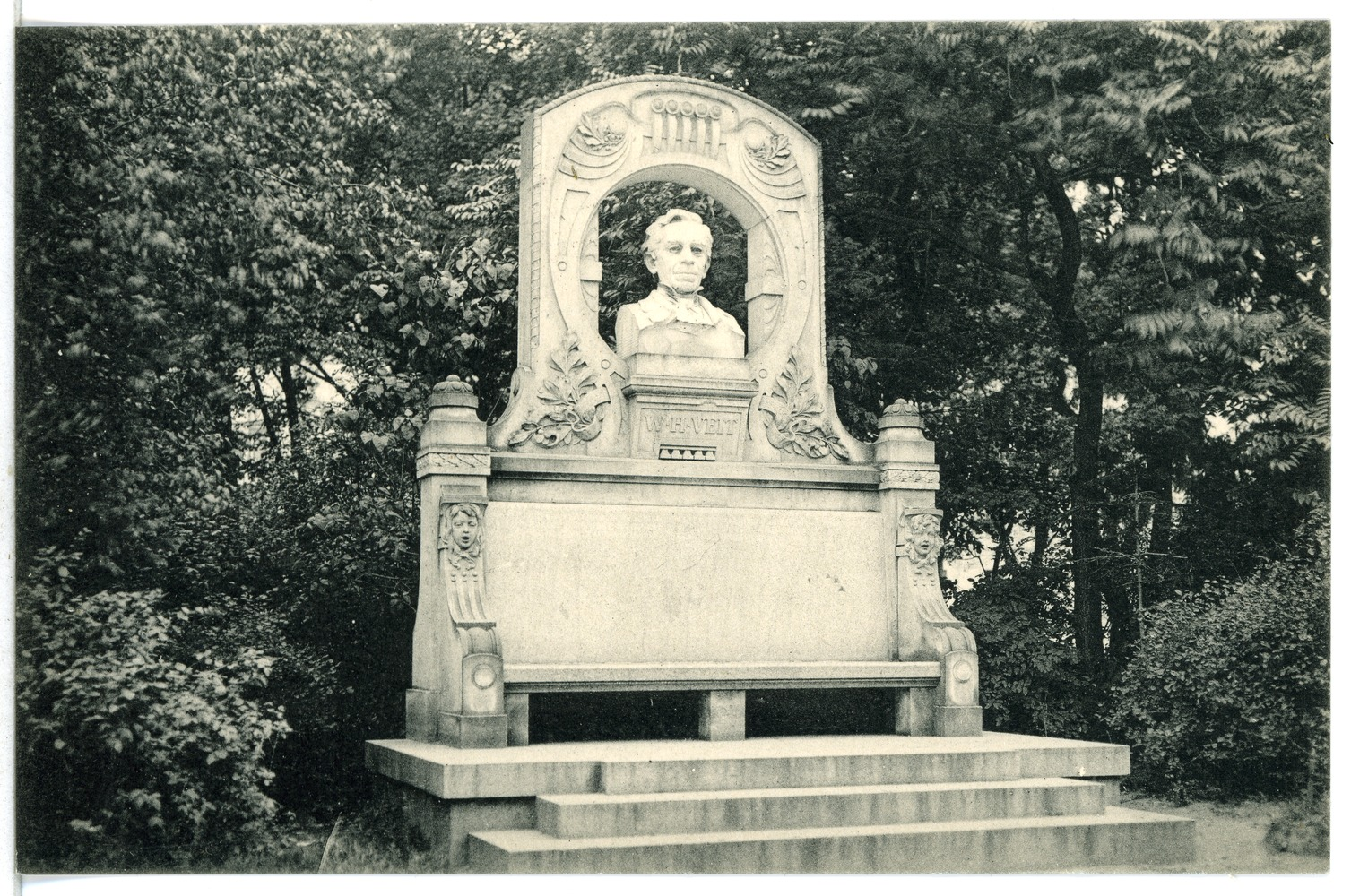
Wenzel Heinrich Veit Denkmal in Leitmeritz

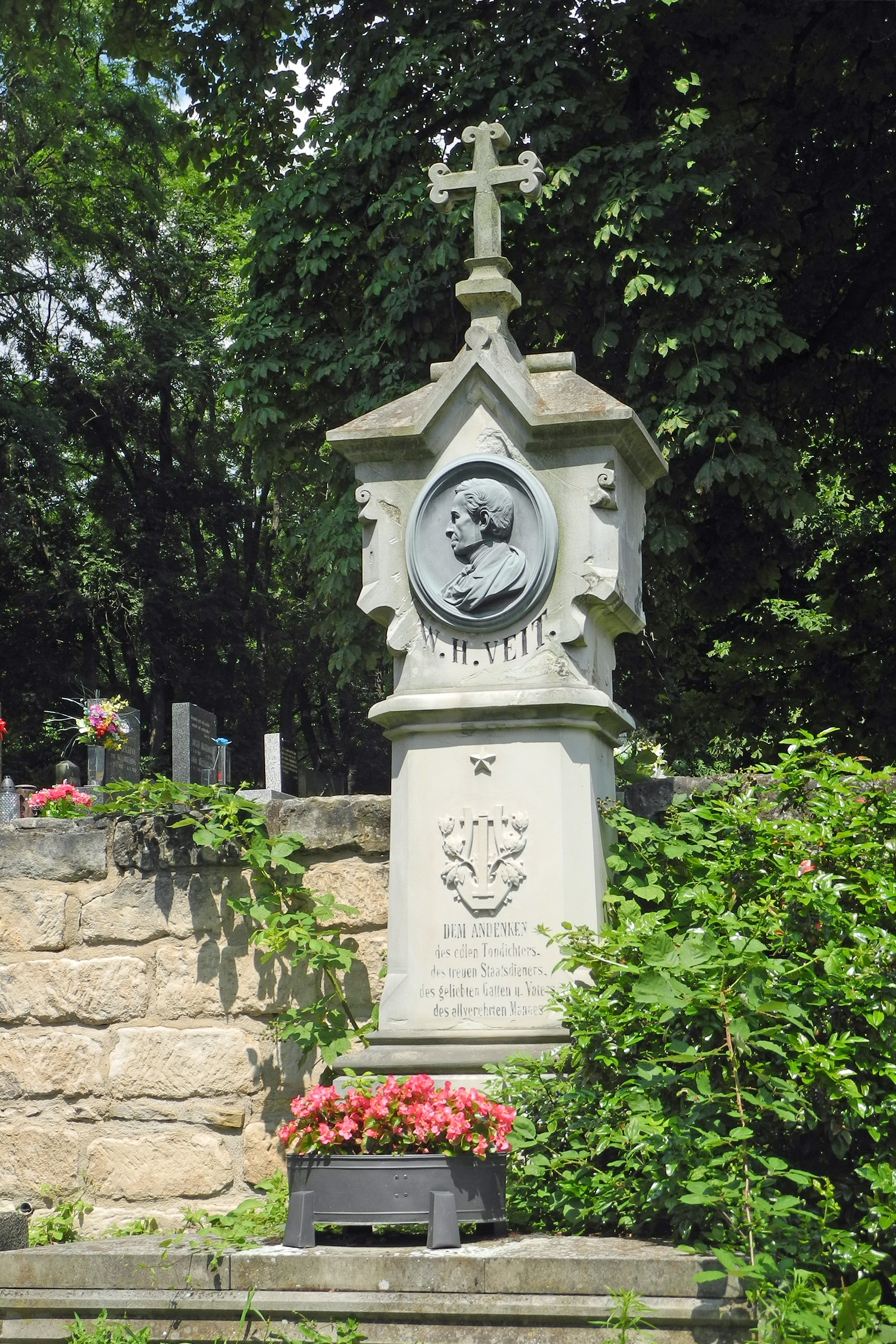
Grabmal des W. H. Veit auf dem Leitmeritzer Stadtfriedhof

Wenzel Heinrich Veit (Václav Jindřich Veit, * 19. Januar 1806 in Repnitz, einem Ortsteil von Libochowan, Kaisertum Österreich; † 16. Februar 1864 in Leitmeritz) war ein deutsch-böhmischer Jurist und Komponist.

## Leben
Veit, Sohn eines Pachthofbesitzers in Repnitz, studierte von 1821 bis 1828 Jura und Philosophie an der Karls-Universität Prag und erhielt eine feste Anstellung beim Magistrat der Stadt Prag. 1834 legte er die Prüfung als Berufsrichter ab und wurde später Kriminalaktuar. 1841 wirkte er kurze Zeit als Musikdirektor des städtischen  Orchesters von Aachen. Den Posten als städtischer Musikdirektor in Augsburg lehnte er ab. Ab 1850 war er Rat beim kaiserlich-königlichen Oberlandesgericht in Prag; von 1854 bis 1862 Präsident des Kreisgerichtes in Eger, dem heutigen Cheb, wo er im Schillerhaus (Cheb) wohnte und die „Messe“ und die „Symphonie“ komponierte. 1862 wurde er Kreisgerichtspräsident in Leitmeritz, wo er auch als Leiter der Organisten- und Sängerschule wirkte.
Er komponierte zwei Sinfonien („Episode aus einem Schneiderleben“ für kleines Orchester sowie eine am 20. Oktober 1859 im Gewandhaus Leipzig uraufgeführte Symphonie in e-Moll op. 49), mehrere Ouvertüren, ein Violinkonzert, Streichquartette und -quintette, eine Missa solemnis, eine große Festmesse und ein Te Deum, Lieder und Männerquartette und veröffentlichte das Leitmeritzer Gesangbuch.